# Biblia de la București
Biblia de la București (cunoscută și sub denumirea de Biblia lui Șerban Cantacuzino) a fost prima traducere completă a Bibliei în limba română, fiind publicată la București în 1688.
Scrisă cu caractere chirilice, titlul ei complet era Biblia adecă Dumnezeiasca Scriptură a Vechiului și Noului Testament. Traducerea s-a bazat pe versiunea lui Nicolae Milescu a Septuaginta, revăzută de „oamenii locului”, cu aportul fraților Greceanu (Radu și Șerban), fiind tipărită în Țara Românească, cu ajutorul principelui Șerban Cantacuzino (1678-1688), de către Mitrofan (fostul episcop de Huși, refugiat din Moldova și viitorul episcop al Buzăului). Este prima traducere completă în limba română a tuturor textelor biblice. Aceasta a pus o piatră de temelie la dezvoltarea limbii române scrise. Samuil Micu a îmbunătățit traducerea lui Nicolae Milescu, demers concretizat în Biblia de la Blaj (1795), care a devenit textul standard folosit în întreg spațiul românesc.

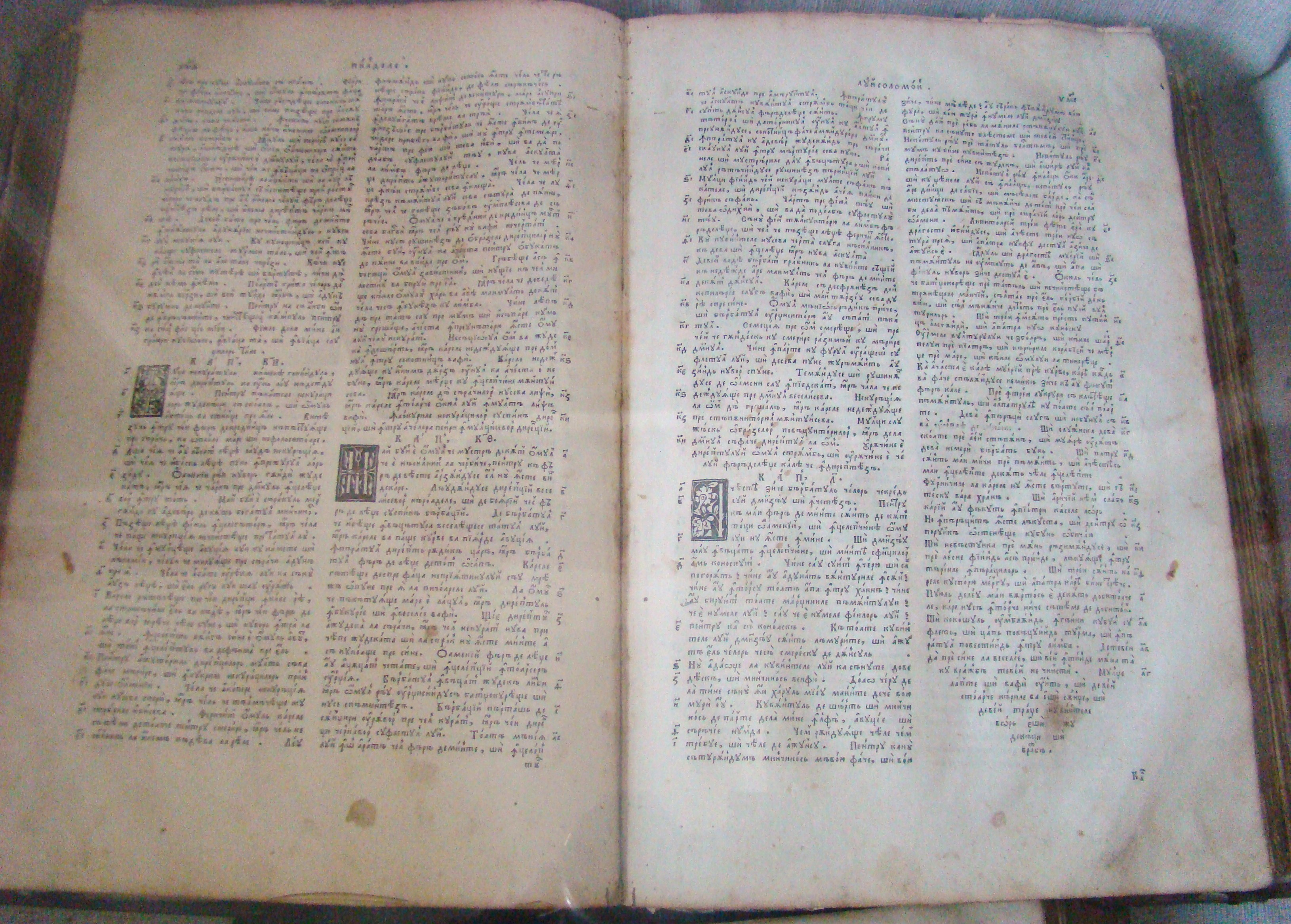
Biblia lui Șerban Cantacuzino

## Aprecieri
Alexandru D. Xenopol spunea despre Biblia lui Șerban Cantacuzino că „este cel mai însemnat monument al literaturii religioase la români, atât prin întinderea, cât și prin limba ei cea minunată”. George Călinescu afirma că tipărirea acestei biblii „reprezintă pentru poporul român ceea ce a reprezentat Biblia lui Luther pentru germani”.

## Reeditare
În anul 1988 Biblia lui Șerban Cantacuzino a fost reeditată, pentru sărbătorirea a 300 de ani de la prima tipărire a ei.

## Numismatică
Pentru sărbătorirea a 330 de ani de la tipărirea Bibliei de la București, Banca Națională a României a pus în circulație, în atenția colecționarilor, o monedă de aur, începând de la 16 aprilie 2018. Fiecare exemplar al emisiunii monetare are valoarea nominală de 100 de lei, este confecționat dintr-un aliaj cu titlul de 900‰, este rotundă, cu diametrul de 21 mm și cântărește 6,452 de grame. Întreaga emisiune este de calitate proof, iar cantul fiecărei monede este zimțat. Pe aversul fiecărei monede sunt gravate portretul lui Șerban Cantacuzino, un fragment din textul cărții sărbătorite, textul Romania, valoarea nominală a monedei, 100 LEI, stema României, precum și milesimul 2018. Pe revers sunt gravate stema domnitorului Șerban Cantacuzino, reprodusă de pe imaginea tipărită în Biblia de la București, iar circular, textul: 330 DE ANI DE LA TIPARIREA BIBLIEI DE LA BUCURESTI.

Tirajul emisiunii este de 250 de monede din aur.

Fiecare monedă este ambalată în câte o capsulă de metacrilat transparent, fiind însoțită de o broșură de prezentare redactată în limbile română, engleză și franceză. „Broșurile includ certificatul de autenticitate al emisiunii, pe care se găsesc semnăturile guvernatorului BNR și casierului central.”„Monedele din aur cu tema 330 de ani de la tipărirea Bibliei de la București au putere circulatorie pe teritoriul României.”